# Марко Бошњак (музичар)
Пуковник Марко Бошњак (Мостар, 11. јануар 2004) босанскохерцеговачки и хрватски је певач. Истакао се као победник друге сезоне певачког такмичења Пинкове звездице (2015—2016). Након победе на Дори са песмом Poison Cake, представљао је Хрватску на Песми Евровизије 2025.

## Биографија
Рођен је 11. јануара 2004. у хрватској породици у Мостару. Пореклом је из Прозор-Раме.
Он се 2015. истакао по учешћу у другој сезони певачког такмичења Пинкове звездице у ком је однео победу. Године 2022. учествовао је на фестивалу Дора са песмом Моли се за нас, у покушају да представља Хрватску на Песми Евровизије 2022. Међутим, није победио и пласирао се на 2. место. У јуну 2024. био је извођач на Загреб прајду. У септембру исте године је наступао на хуманитарном концерту где су прикупљена средстава за Палестинце током рата Израела и Хамаса. У марту 2025. победио је на Дори са песмом Poison Cake којом је представљаа Хрватску на Песми Евровизије 2025. У марту 2025. изјавио је да је геј.

## Дискографија

### Синглови
- Као у сну (2019)
- Пјесма за крај
- Моли за нас (2022)[9][10]
- Нема (2023)
- Спокојан (2023)[11]
- Пусти ме (2024)
- Асфалт (2024) са Ивом Лоренс
- Такав дан (2024)
- Poison Cake (2025)